# La Virgen (Sarapiquí)
La Virgen es el segundo distrito del cantón de Sarapiquí, en la provincia de Heredia, de Costa Rica.

## Ubicación
Está ubicado en la región septentrional del país y limita con los distritos de Cureña al norte, Varablanca de Heredia al sur, Puerto Viejo y Horquetas al este. Mientras que al oeste colinda con la provincia de Alajuela.
Su cabecera, el pueblo de La Virgen, está ubicada a 16.4 km (18 minutos) al SO de Puerto Viejo y 78.6 km (2 horas 9 minutos) al N de San José la capital de la nación.

## Geografía
La Virgen cuenta con un área de 514,19 km² y una altitud media de 178 m s. n. m.
Es el segundo distrito del cantón por superficie.  Presenta un territorio montañoso en su extremo sur mientras que en dirección norte el terreno va en descenso y termina en las llanuras de Sarapiquí. 

## Demografía
Para el año 2022, La Virgen cuenta con una población estimada de 13 071 habitantes, y para el último censo efectuado, en 2011, La Virgen contaba con una población de 10 521 habitantes.

## Localidades
- Poblados: Ángeles, Arbolitos (parte), Bajos de Chilamate, Boca Sardinal, Bosque, Búfalo, Delicias, El Uno, Esquipulas, Las Palmitas, Laquí, Lomas, Llano Grande, Magsaysay, Masaya, Medias (parte), Pangola, Pozo Azul, Quebrada Grande, Río Magdaleno, Roble, San Gerardo (parte), San Isidro, San José Sur, San Ramón, La Delia, Sardinal, Tirimbina, Vega de Sardinal (parte), Venados.

## Economía
La piña, cultivada de manera extensiva con fines de exportación, constituye una de las principales bases de la economía local. 
La Virgen, cabecera del distrito, dispone de servicios de salud, educación, hospedaje y opciones de entretenimiento en zonas recreativas.
El turismo tiene una presencia destacada en la región, especialmente mediante actividades como la observación de vida silvestre y los recorridos de balsismo en el río Sarapiquí.
En el ámbito comercial, sobresale la venta de alimentos, calzado, ropa y artículos para el hogar.

## Transporte

### Carreteras
Al distrito lo atraviesan las siguientes rutas nacionales de carretera:
- Ruta nacional 4
- Ruta nacional 126
- Ruta nacional 506
- Ruta nacional 745